# سمفونی‌های پاریس

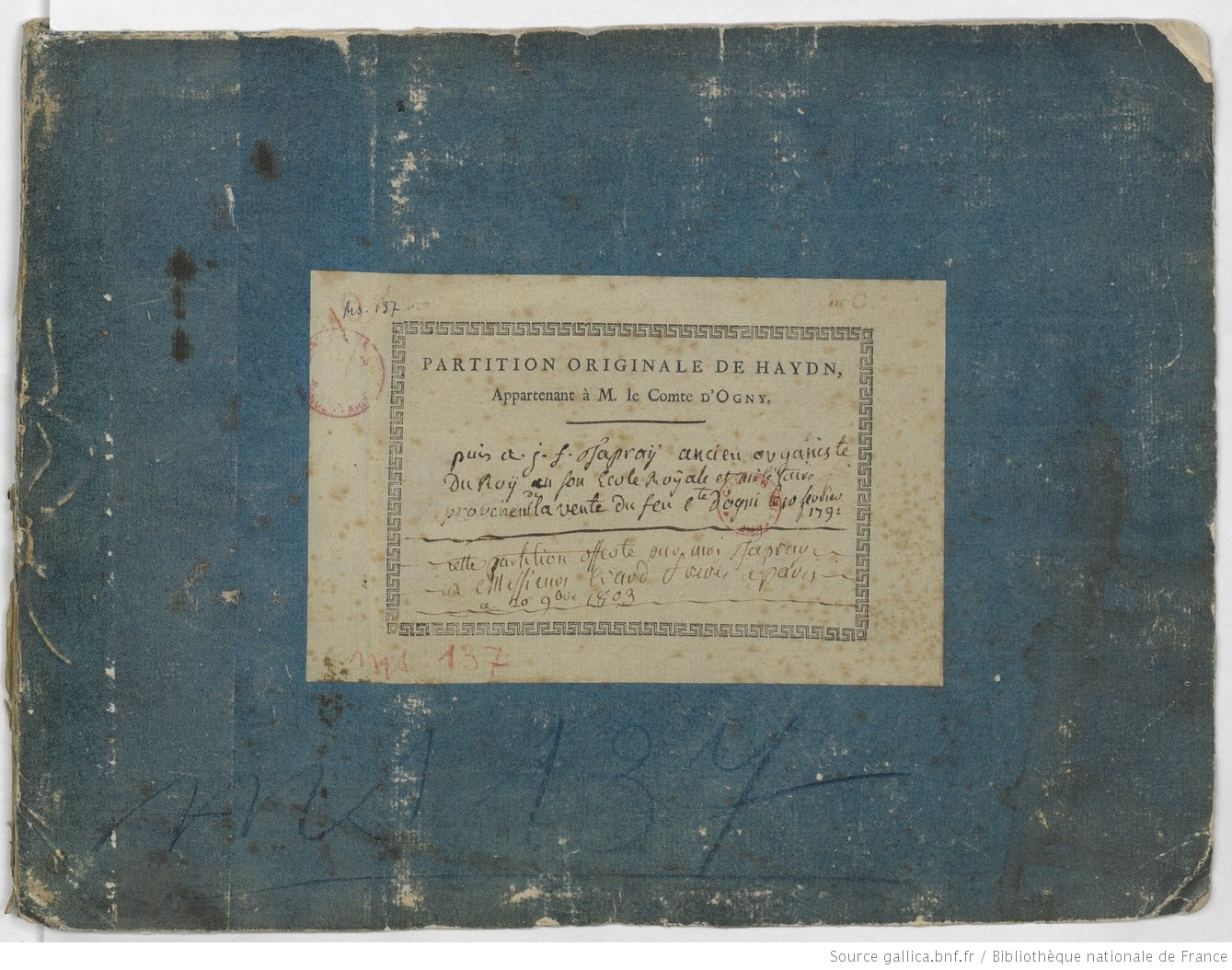
بلیط سمفونی پاریس امضا شده توسط یوزف هایدن در سال 1786

سمفونی‌های پاریس (به انگلیسی: Paris symphonies) مجموعه‌ای شامل ۶ سمفونی اثرِ یوزف هایدن، آهنگساز بزرگ اتریشی، از سمفونی شماره ۸۲ تا سمفونی شماره ۸۷ اوست که در پاریس تصنیف کرده‌است. هایدن این سمفونی‌ها را به سفارشِ شُوالیهٔ سَن ژُرژ، مدیر ارکسترِ کُنسِر دُ لا لُژ المپیک، و از سوی حامی مالیِ آن، کلود-فرانسوا-ماری ریگوله، معروف به «کُنت دونْیی»، استاد بزرگِ لُژِ ماسونِ المپیک، نوشت.
اجرای سمفونی‌های پاریس از تاریخِ ۱۱ ژانویهٔ ۱۷۸۶ آغاز شد.

## فهرست سمفونی‌ها
سمفونی‌های ۶گانهٔ پاریس عبارت‌اند از:
- سمفونی شماره ۸۲ در دو ماژور (سمفونی خرس) (۱۷۸۶)
- سمفونی شماره ۸۳ در سُل مینور (سمفونی به نام خدا) (۱۷۸۵)
- سمفونی شماره ۸۴ در می بِمُل ماژور (سمفونی به نام خدا) (۱۷۸۶)
- سمفونی شماره ۸۵ در سی بِمُل ماژور (سمفونی ملکه) (۱۷۸۵)
- سمفونی شماره ۸۶ در رِ ماژور (۱۷۸۶)
- سمفونی شماره ۸۷ در لا ماژور (۱۷۸۵)